# 瓦倫提娜·艾蕾格拉·德芳亭
瓦倫提娜·艾蕾格拉·德芳亭是漫威漫畫以及旗下影視作品的角色，由吉姆·斯特蘭科创作，首次出現於1967年漫画《Nick Fury, Agent of S.H.I.E.L.D.》中。

## 人物
瓦倫提娜·艾蕾格拉·德芳亭（Valentina Allegra de Fontaine）出生於意大利的一個貴族家庭，在雙親被殺後對前途感到迷茫。為了繼承他們的遺志，參加了神盾局的特工培訓計劃。她在一艘飛行航母上首次遇見尼克·福瑞。在訓練的後期，因為福瑞發表侮辱女性的想法而將他以柔道的過肩摔摔在地上。二人最終成為情侶，並維持了好幾年的關係。她及後被委派到英國當神盾局的聯絡人，主要為联盟杰克、萨布拉、阿拉伯骑士等超級英雄提供支援。

## 其他媒體

### 漫威電影宇宙
- 漫威電影宇宙：由茱莉亚·路易斯-德瑞弗斯飾演瓦倫提娜·艾蕾格拉·德芳亭。
  - 影集《獵鷹與酷寒戰士》（2021年）
  - 電影《黑寡婦》（2021年）[5]：片尾客串，原為該角色首次出現在漫威電影宇宙的作品，但因為嚴重特殊傳染性肺炎疫情的影響，使該角色第一次出現在漫威電影宇宙中的作品變成了影集《獵鷹與酷寒戰士》。
  - 電影《黑豹2：瓦干達萬歲》（2022年）
  - 電影《雷霆特攻隊*》（2025年）

## 外部連結
- Valentina Allegra de Fontaine （页面存档备份，存于） at Marvel Wiki